# Episodi di Ai confini dell'Arizona (quarta stagione)
La quarta stagione della serie televisiva Ai confini dell'Arizona è andata in onda negli Stati Uniti dal 18 settembre 1970 al 12 marzo 1971 sulla NBC.
| nº | Titolo originale            | Titolo italiano                  | Prima TV USA      | Prima TV Italia |
| -- | --------------------------- | -------------------------------- | ----------------- | --------------- |
| 1  | An Anger Greater Than Mine  | Un odio senza confine            | 18 settembre 1970 |                 |
| 2  | Spokes                      | Terrore a…                       | 25 settembre 1970 |                 |
| 3  | Only the Bad Come to Sonora | Tutti i cattivi vengono a Sonora | 2 ottobre 1970    |                 |
| 4  | Wind                        | Il ladro di bestiame             | 9 ottobre 1970    |                 |
| 5  | A Matter of Survival        | Il piccolo Joy                   | 16 ottobre 1970   |                 |
| 6  | It Takes a Smart Man        |                                  | 23 ottobre 1970   |                 |
| 7  | A Good Sound Profit         | Un ottimo guadagno               | 30 ottobre 1970   |                 |
| 8  | Too Late the Epitaph        |                                  | 6 novembre 1970   |                 |
| 9  | The Forge of Hate           | La forza dell'odio               | 13 novembre 1970  |                 |
| 10 | Fiesta                      | Fiesta                           | 20 novembre 1970  |                 |
| 11 | A Matter of Vengeance       | La vendetta                      | 27 novembre 1970  |                 |
| 12 | Pale Warrior                | Il guerriero pallido             | 11 dicembre 1970  |                 |
| 13 | The Badge                   | Una stella da sceriffo           | 18 dicembre 1970  |                 |
| 14 | The New Lion of Sonora (1)  |                                  | 19 febbraio 1971  |                 |
| 15 | The New Lion of Sonora (2)  |                                  | 19 febbraio 1971  |                 |
| 16 | Sangre                      | Eccidio!                         | 26 febbraio 1971  |                 |
| 17 | The Hostages                | Gli ostaggi                      | 5 marzo 1971      |                 |
| 18 | A Man to Match the Land     |                                  | 12 marzo 1971     |                 |

## Un odio senza confine
- Titolo originale: An Anger Greater Than Mine
- Diretto da: William Wiard
- Scritto da: Don Balluck

### Trama
- Guest star: Nico De Silva (Pepe), Valentin de Vargas (Rodrigo), Alejandro Rey (Diego de la Paula), Nate Esformes (Francisco)

## Terrore a…
- Titolo originale: Spokes
- Diretto da: William Wiard
- Scritto da: Ron Bishop

### Trama
- Guest star: Stephen Coit (Clem Fogarty), Tom Brown (Cap), James Jeter (Bum), William Conrad ('China' Pierce), Ollie O'Toole (proprietario del café), Clint Ritchie (Kansas), Clay Tanner (Jesse), Vincent Van Patten (Culley), Edgar Daniels (negoziante), Harold Holmes (cowboy), Solomon Sturges (Bud Pierce), Thomas Toner (dottore), Stuart Nisbet (Conlin), Larry D. Mann (Tobin Boggs), Geoffrey Lewis (Bum), Robert Anderson (Ben Thompson), E. J. Andre (Jones), Walter Barnes (barista), Don Keefer (addetto al telegrafo)

## Tutti i cattivi vengono a Sonora
- Titolo originale: Only the Bad Come to Sonora
- Diretto da: Don Richardson
- Scritto da: Gerry Day, Don Balluck

### Trama
- Guest star: James Gammon (Lafe), Ralph Manza (Gomez), Bruce Dern (Wade), Paul Fierro (barista), Margarita Cordova (Costanza), Than Wyenn (Gonzales), Joaquin Martinez (Peon), Ed Bakey (Jubel)

## Il ladro di bestiame
- Titolo originale: Wind
- Diretto da: Phil Rawlins
- Scritto da: Clyde Ware

### Trama
- Guest star: Tyler McVey (Will Todd), Steve Raines (Trent), R.G. Armstrong (Ed Henderson), Scott Brady (Walt Fraley), Dan White (Dirt Smith), Mark Tapscott (Ben Colton), Henry Wills (Tommy)

## Il piccolo Joy
- Titolo originale: A Matter of Survival
- Diretto da: William Wiard
- Scritto da: Ramona Chase, Frank Chase

### Trama
- Guest star: Barry Sullivan (Dan Casement)

## It Takes a Smart Man
- Titolo originale: It Takes a Smart Man
- Diretto da: Leon Benson
- Scritto da: Jack B. Sowards

### Trama
- Guest star: Sam Jarvis (giovanotto), Garry Walberg (barista), Carle Bensen (banchiere), Wes Bishop (Carter), Richard Bradford (Tulsa Red)

## Un ottimo guadagno
- Titolo originale: A Good Sound Profit
- Diretto da: Corey Allen
- Scritto da: George Atkins

### Trama
- Guest star: Edward Colmans (Sanchez), Joe De Santis (colonnello Ruiz), Harold Gould (Carlyle)

## Too Late the Epitaph
- Titolo originale: Too Late the Epitaph
- Diretto da: James Neilson
- Scritto da: George Atkins

### Trama
- Guest star: John Gilgreen (Bailey), Raymond Guth (guardia), Monte Markham (Dave Redman), Gordon Deilworth (giudice), Jack Williams (Luther the conducente della diligenza), Willard Sage (David Redmond), Mayf Nutter (Roy Ladder), John Myhers (Stoker), Jerry Wills (Haunch)

## La forza dell'odio
- Titolo originale: The Forge of Hate
- Diretto da: Don Richardson
- Scritto da: Frank Chase

### Trama
- Guest star: Raymond Mayo (Del Longly), Ted de Corsia (Dull Knife), Robert Loggia (Grey Wolf), Michael Baseleon (Two Pony), Alan Caillou (Hanrahan)

## Fiesta
- Titolo originale: Fiesta
- Diretto da: John Florea
- Scritto da: Michael Fisher

### Trama
- Guest star: Pilar Del Rey (Mrs. Martinez), Nehemiah Persoff (Homero Jose), Monika Ramirez (Elena Martinez), Dan Kemp (Tim), Felipe Turich (stalliere), Carlos Romero (Sargente), Julio Medina (uomo), Ken Mayer (One-Eyed Cowboy), Rodolfo Hoyos, Jr. (barista), Miguel Alejandro (Beto), Rico Alaniz (Jorge Martinez)

## La vendetta
- Titolo originale: A Matter of Vengeance
- Diretto da: Phil Rawlins
- Scritto da: Don Balluck, James Schmerer

### Trama
- Guest star: William Lucking (Gait), Priscilla Pointer (Mrs. Colton), John J. Fox (barista), Warren J. Kemmerling (Reese), Barry Sullivan (Dan Casement), Robert Donner (Wiley)

## Il guerriero pallido
- Titolo originale: Pale Warrior
- Diretto da: Joseph Pevney
- Soggetto di: Laird Koenig, Peter Dixon

### Trama
- Guest star: Frank Webb (Talbot), Harry Lauter (Mobley), Henry Wills (Tommy), X Brands (Eenah/Tularosa)

## Una stella da sceriffo
- Titolo originale: The Badge
- Diretto da: Arthur H. Nadel
- Scritto da: Walter Black

### Trama
- Guest star: Gary Busey (Rafe), Jonathan Lippe (Mobley), Lew Brown (Parsons), Robert Broyles (Loosh), Morgan Woodward (Billings), Alan Oppenheimer (Sweets), Henry Wills (Tommy)

## The New Lion of Sonora (1)
- Titolo originale: The New Lion of Sonora (1)
- Diretto da: Leon Benson
- Scritto da: James Schmerer, Don Balluck

### Trama
- Guest star: Dehl Berti (Fuentes), Albert Paulsen (Eduardo Nuervo), Robert Carricart (proprietario), Roger C. Carmel (generale Casados), Lou Peralta (guardia), Amparo Pilar (ragazza), Ref Sanchez (Peon), Ernest Sarracino (barista), Eunice Suarez (moglie), Malachi Throne (Julio Armendaris), Myron Healey (Tommy), Eddra Gale (Lola), Valentin de Vargas (Rodrigo), Gilbert Roland (Don Domingo de Montoya), Nico DeVargas (guardia)

## The New Lion of Sonora (2)
- Titolo originale: The New Lion of Sonora (2)
- Diretto da: Leon Benson
- Scritto da: Don Balluck, James Schmerer

### Trama
- Guest star: Dehl Berti (Fuentes), Albert Paulsen (Eduardo Nuervo), Robert Carricart (proprietario), Roger C. Carmel (generale Casados), Lou Peralta (guardia), Amparo Pilar (ragazza), Ref Sanchez (Peon), Ernest Sarracino (barista), Eunice Suarez (moglie), Malachi Throne (Julio Armendaris), Myron Healey (Tommy), Eddra Gale (Lola), Valentin de Vargas (Rodrigo), Gilbert Roland (Don Domingo de Montoya), Nico De Silva (guardia)

## Eccidio!
- Titolo originale: Sangre
- Diretto da: Phil Rawlins
- Scritto da: Jack B. Sowards

### Trama
- Guest star: Pat Renella (Sangre), Evans Thornton (maggiore Benson), David S. Cass, Sr. (caporale), Charles Maxwell (sergente Smith), Jerry Wills (Trooper McAdam), Kaz Garas (tenente Allen)

## Gli ostaggi
- Titolo originale: The Hostage
- Diretto da: Leon Benson
- Scritto da: Gerry Day

### Trama
- Guest star: Kermit Murdock (Seechrist), Edmond O'Brien (Morgan MacQuarie), Richard Gates (Cullen Davidson), Ted Gehring (Bo Bodeen), Ken Drake (Marshal), Bobby Riha (Benji), Tani Guthrie (Meelie Bodeen), Woodrow Parfrey (Pruitt), Joe Don Baker (Yuma)

## A Man to Match the Land
- Titolo originale: A Man to Match the Land
- Diretto da: Don McDougall
- Scritto da: Clyde Ware

### Trama
- Guest star: Albert Salmi (White Horse/Pat Morrison), Michael Keep (Red Eagle), Jennifer Rhodes (Tanea), Myron Healey (Taylor), Alan Dexter (dottore)